# GG Allin
Kevin Michael "GG" Allin（原名: Jesus Christ Allin，1956年8月29日—1993年6月28日），是一位美國龐克搖滾歌手/創作者，其生涯與數個團體合作表演、錄音。GG Allin以其惡名昭彰的反社會演出行徑著稱，諸如: 食糞、自殘、攻擊聽眾等，也因此多次讓他被捕入獄。全音樂指南和G4TV的節目That's Tough分別稱他為「駭人的搖滾墮落史」和「世上最硬派的搖滾巨星」。
除了舞台演出的聲名狼藉，作品上他也相當多產。除了龐克搖滾以外，也涉足口白朗誦、鄉村以及較為老派的搖滾風格。他充滿仇女、戀童、瀆神以及種族主義的歌詞，在高度關注政治的龐克社群裡反應兩極。當被質問到關於他的音樂和演出時，Allin通常都回答他只是想試著讓搖滾樂再次「充滿危險」。
其音樂作品多是粗糙的錄製與製作、限量發行，以及多半一面倒的負評。儘管如此（或者說是因為這些原因），Allin整個音樂生涯有著一批死忠的歌迷支持他，甚至到他過世。Allin曾經誇口要在舞台演出時自殺，但最後卻死於海洛英過量。

## 早年生活
Allin原名Jesus Christ Allin，出生於兰开斯特的Weeks紀念醫院。他是Merle Colby Allin Sr. 和 Arleta Gunther的幼子。之所以被命名為Jesus Christ是因為他父親告訴其母說耶穌基督曾前來訪視，並告訴他說他的新生兒子會成為一位了不起的人。
他的兄長Merle Allin因為無法正確唸出Jesus的發音而稱他為「Jeje」，後來就成了他用以為名的「GG」。他們一家住在新罕布夏州的Groveton，住在一間沒有自來水也沒有電力的小木屋裡。其父Merle Sr.是個酒鬼隱士外加宗教狂熱者，曾以死威脅其家人，並在地窖裡挖掘要葬全家的墳。
在一份題為「人生頭十年」的短文裡，Allin寫到他父親想要親手謀殺全家然後自殺。他父親「蔑視」所謂快樂，同時阻止他們與外界聯繫。他們的生活也因此極度原始，住在一個與其說是家，不如說是監獄一般的地方。Allin也指出他母親在簽字離婚前曾試圖逃離這一切，但其父Merle Sr.卻以揚言綁架GG Allin的方式來阻止她。Allin表示他很驕傲擁有這樣的成長經歷，因為這一切成就了他戰士般的靈魂。
1961年，其母Arleta簽字離婚，因為Merle Sr.的精神不穩的狀況日益嚴重。自此，Allin和其兄Merle就由其母和繼父所撫養，並於1966年開始定居在聖約翰斯堡 (佛蒙特州)。1962年3月2日，母親Arleta在GG Allin初上小學時替他改名為Kevin Michael Allin。直到此時，GG Allin才終於擺脫了一個總是淪為笑柄的名字。
作為一個貧戶出身的學生，Allin被安置在特殊教育班，且被要求要重念三年級。根據其兄表示，GG Allin因為和其他學生不合而被霸凌。高中二年級時，他開始參加學校的變裝活動，他表示這是受到New York Dolls的啟發。Allin指出:「當時很混亂，咱們鋌而走險碰碰運氣。我們買賣藥物、偷竊、侵入民宅、和車子，做我所有我們想做的事，包含所有我們參與過的樂團。當時人們恨死我們了。」

## 音樂生涯

### 初出茅廬
Allin早期受到的影響主要是1960年代的英倫入侵時期的樂團，包含 披頭四、滾石樂隊 還有戴夫·克拉克五人組。在七零年代前期，埃利斯·庫珀 對Allin的影響最大。Allin初出茅廬是作為鼓手，在他約15歲左右，他和他的哥哥Merle組成他們的第一個團，Little Sister's Date，但只持續了一年多就解散了。樂團翻唱 史密斯飛船、Kiss合唱團 還有當時其他流行硬式搖滾樂團的作品。丑角合唱團也是影響Allin的樂團之一。
1975年，Allin從佛蒙特州的Concord中學畢業後隨即和他哥哥以及當地的樂手Jeff Penny、Brian Demurs (Allin的高中朋友)組了一個樂團Malpractice，Allin擔任鼓手直到1977年樂團解散。他之後以鼓手身分加入樂團Stripsearch，該團曾經發行過一張單曲，收錄曲目有Galileo和 Jesus Over New York。
從1977年9月到1984年4月，Allin作為樂團團長加入了The Jabbers，作為鼓手兼任主唱。1980年，Allin發行第一張專輯Always Was, Is and Always Shall Be。他的經紀人是Genya Ravan，經驗老到且同時是樂團The Dead Boys的製作人。
然而The Jabbers團內的緊張衝突進一步加劇，樂團因此解散。
Allin 在1980年代中前期陸續擔任數團的主唱，這當中有合作發行專輯的樂團包含了Cedar Street Sluts、The Scumfucs (1982年)、The Texas Nazis (1985年)。
Allin始終作為地下硬蕊龐克舞台的一員，卻從不是東岸硬蕊龐克的一份子。他和Cedar Street Sluts在新罕布夏州曼徹斯特的演出為他掙了一個綽號「曼徹斯特的瘋子」。
ROIR唱片公司幫Allin發行的錄音帶作品「Hated in the Nation (1987年)」，收錄多首來自於之前與The Jabbers、The Scumfucs還有 Cedar Street Sluts等團合作時的絕版錄音作品，這讓Allin開始受到廣泛的注意。該錄音帶除了收錄錄音室作品外，也收錄了由製作人Maximum RockRoll以及Allin早期的贊助人Mykel Board牽線促成的巨星連袂演出的現場作品。該組合由來自Dinosaur Jr.的J Mascis擔任主吉他手、Bongwater的唱片製作人/音樂家的Mark Kramer擔任貝斯。

### 生涯中期和極端的現場演出
1980年代中期，Allin染上了海洛英和酒癮，並濫用所有他能拿到手的麻醉藥。
Allin在1985年一場於 伊利諾州 Peoria的演出中第一次在舞台上公然排泄，根據當時同台演出的Bloody Mess表示: 「他當時帶了瀉藥要跟我們上台演出，但很不幸的是，他在表演前數小時就吞了那些瀉藥，所以他必須在表演之前得痛苦的忍住。等到他在舞台上公然排便，現場陷入全面的混亂…。管理場地的那群老人全部都抓狂了！數百個愣在那邊的龐克小子們開始逃出現場，因為那該死的氣味實在太「驚人」了！」。在舞台上排泄自此成了他現場演出的招牌之一。
他描述他自己是「最後一個最真的搖滾歌手」，之所以這麼說是因為，他認為搖滾一開始是作為危險、反權威和反叛的象徵，但如今卻淪為市場與商業考量。Allin的音樂和演出也因此要回歸他認為的根，從商業體系裡奪回搖滾的真實。
其也相當崇拜鄉村音樂傳奇Hank Williams，視他為同類，因為同樣都是孤僻且不愛社交的個性，也同樣慣於施用麻藥；同樣身無分文，且同樣漂泊。Allin在音色選擇上強烈受到Williams的影響，這點可在EP「The Troubled Troubador」上見端倪。他錄製了他重寫的Hank Williams, Jr.作品「Family Tradition」還有David Allan Coe的「Longhaired Redneck」，並個別重新命名為「Scumfuc Tradition」還有「Outlaw Scumfuc」。Allin之後也發行了一張鄉村專輯「Carnival of Excess」，他最細緻的一張作品。
在這段期間，Allin和數個樂團合作發行了作品，和Bulge (但是用Psycho為名)合作專輯「Freaks, Faggots, Drunks and Junkies」；和The Aids Brigade合作EP「Expose Yourself To Kids」；和The Holymen 合作專輯「You Give Love a Bad Name」。Allin除此之外也開始嘗試各種口白朗誦式的演出，歌迷也在現場演出時私下錄製這些片段，儘管相當稀少。
由於不願意去尋找一份穩定的工作，Allin決定販售自己發行的唱片來餬口。
Allin很著迷於連續殺人魔的故事，他曾多次寫信並親去監獄拜訪過 約翰·韋恩·蓋西 (一名美國連環殺手和強姦犯。他在1972年和1978年之間，對至少33名年齡由14歲至21歲的男孩及年輕男性進行了性侵犯和謀殺)。約翰·韋恩·蓋西 也為Allin繪製了一張肖像，該圖最後被用為 GG Allin紀錄片「Hated: GG Allin And The Murder Junkies」原聲帶的專輯封面。
到了這個時期的演出，常常唱沒幾首歌就被警察或是場地管理員喊停，因為他演出時總造成場地和音響器材可觀的破壞。Allin被控告攻擊、毆打以及多次裸露下身等，這讓坐牢或是醫院戒護(諸如骨折、敗血症或是其他肢體創傷)成為他巡迴演出時唯一會中斷的理由。
另外一個讓Allin的演出充滿話題的是他揚言在演出時自殺。1989年，他寫信告知Maximum RocknRoll關於他想在1989年萬聖節的演出時自殺。但到了那天，Allin卻被關入監牢而未能實現。之後每年他都揚言自殺，但每年萬聖節都是在監獄裡度過。
當被問及何以沒有實現諾言的時候，Allin表示: 「我的表演不是讓你看到你預期的，但一定讓你值回票價」。他也同時表示自殺應該是在一個人達到顛峰的時候來做，讓自己在最強壯的時點上去面對死後的世界。

### 1989年受審與入獄
1989年末，Allin在 密西根州 安娜堡遭到逮捕，被控訴「嚴重攻擊」一名女性熟人。
這次審判安排了一次心智評估，Allin被評估為有平均智力或以上，且被形容為「彬彬有禮、合作且率真」。這個不具名的評估人員指出，Allin並沒有表現出精神病症狀，而且看似對他自己異類的生活方式感到自在。但該評估人員也斷言Allin有酒精成癮的情況，且有混合型的人格障礙，包含自戀型人格障礙、邊緣性人格障礙 以及 自我挫敗人格障礙 。
起初Allin反駁這次起訴，宣稱是該名女性自願參與他們的性行為，也承認他切砍她、燒她，還有生飲她的血，但始終堅持該名女性也對他做了一樣的事。他同時宣稱該名女性供詞反覆足以為證，而法官也同意該名女性的供詞不一致。最後Allin為此嚴重攻擊案件爭取了控訴協商，他被判決有期徒刑從1989年12月25日到1991年3月26日。
也就是這次的入監期間才讓Allin再次對人生和自己的「使命」感到充滿動力，於是這段期間他完成了「GG Allin宣言」。

### 紀錄片: Hated和最後的時日
出獄以後他繼續開始下一輪巡迴，Todd Phillips為這段巡迴演出製作了紀錄片「Hated: GG Allin and the Murder Junkies」。該片主要取材自Allin在紐約市曼哈頓東村的搖滾俱樂部Space at Chase裡的演出，裡面的Allin重度用藥且坦裸全身、排泄在地板上、把自己的糞便塗抹自身或是將之扔往群眾，他也扔擲啤酒杯、打斷女人的鼻梁還有攻擊台下群眾等。裡面當然也有Allin的其他鏡頭，比如和Allin本人以及和樂團、樂迷的訪談。這部紀錄片在1994年發行，並在1997年發行DVD版本。
1991年，Allin錄製了公認是他最好的作品，專輯「Murder Junkies」，由New Rose唱片公司發行，是Allin和Antiseen樂團合作的作品。該專輯收錄了十首音樂作品以及十首口白朗誦式的作品。跟前一張專輯「Freaks, Faggots, Drunks and Junkies」相比，Allin認為「Murder Junkies」更能精確地表達他的思想與人生哲學。這段時期他也錄製了專輯「War in My Head – I'm Your Enemy」，由Awareness唱片公司發行，是他和樂團Shrinkwrap合作的作品。這張特別的傳吉只收錄了一手長達45分鐘的曲目，是由多段口白朗誦所組合而成的拼貼作品，然後樂團Shrinkwrap再為之錄製音樂。
隨著Allin的名聲益發聲名狼藉，讓他上遍了各大電視節目，諸如: Geraldo、The Jerry Springer Show、The Jane Whitney Show等。Allin過世前夕，他還在計畫製作下一張純口白的專輯。在他死前幾個小時，他還很熱衷的談到有點不太可能實現的歐洲巡演。

## 私人生活

### 家庭與情感
GG Allin曾和Sandra Farrow在1980年10月6日結婚，1986年離婚。
在80年代中期，Allin開始和一個來自德克薩斯州加蘭的少女Tracy Deneault發展關係，Tracy最後懷孕並於1986年3月13日生下一女Nico Ann Deneault，而Nico Ann Deneault日後選擇和她的家人保持距離。GG Allin 和Tracy Deneault沒有結婚。
GG Allin死前最後一任女友是Liz Mankowski，彼此在The Jerry Springer Show電視節目中同台時認識(當時 Liz的姐姐和父親都在場)。1993年，他們兩人也在The Jane Whitney Show中和另一位叫Wendy的歌迷同台。Liz Mankowski和 Allin認識時才17歲。

### 個人信仰
Allin是個極端的個人主義和反權威主義者，在多首歌詞裡鼓吹無法無天和暴力襲警。他的短文「The GG Allin宣言」是綜整他個人的哲學論述。他在Geraldo節目中表示他相信他的肉體是搖滾樂的殿堂，而他自身的血肉就是給人們的聖體。根據和他合作過的鼓手Dino表示，Allin欲將一個發瘋暴力的社會形象寄於其荒唐的行徑上。
他也表示過他不是甚麼天生表演的料子，他情願去當個連環殺人魔或是來場大屠殺。
而根據Allin對於死亡的觀點，他似乎相信一種死後的世界。他在80年代晚期到1990年代初期曾多次計畫在萬聖節的演出中上演自殺戲碼，對此他在紀錄片「Hated: GG Allin and the Murder Junkies」解釋說: 「就像是我狂野的靈魂企圖擺脫今生一樣，因為靈魂過於受限了。我想過要在自己生涯的巔峰結束自己，因為假如你能這樣死去，在你最強壯的時候，那麼你的靈魂到了另外一個世界也能一樣的強壯。」

## 撒手人寰
1993年6月27日，最後一場表演在一間名為「加油站」的小俱樂部裡演出，這間位於曼哈頓194東二街的龐克聚集地之所以命名為「加油站」是因為改建之前此地原為一間加油站。唱到第二首時俱樂部斷了電，於是Allin開始破壞鄰近地區並且全身裸露在街上遊走。雖然Allin之後穿上了條短褲，但他全身依舊沾滿血和屎尿在社區裡走動，同時大批歌迷追隨著他。
大概過了一個小時，Allin回到John Handley的公寓和其他人開派對並濫用藥物。當晚，Allin服用了大量的海洛因，不慎過量而失去意識。大約凌晨兩點，眾人還和已經失去意識的Allin合照留念，殊不知Allin已經呼吸衰竭。6月28日上午，Allin死於海洛英過量。而直到隔天上午，才有人注意到Allin已經毫無意識的躺在原地，眾人將之緊急送醫。Allin死時，才36歲。

### 葬禮
葬禮在1993年7月3日在故鄉新罕布夏的Littleton鎮聖玫瑰墓園舉行。葬禮上的Allin遺體腫脹不堪，並穿著他生前所擁有的黑色皮夾克和招牌三角褲。棺木內依照他的遺願放了一瓶金賓威士忌，因為他曾公開在「When I Die」這首歌中公開表示希望如此。而其兄也指示殯儀業者不要清洗屍體和化妝，也因此屍體散發出滿身的糞便味道。
葬禮成了一場低級的派對，友人紛紛在他的遺體旁擺姿勢拍照，並往遺體的嘴裡塞進毒品和威士忌。葬禮結束時，其兄Merle放了一對耳機給Allin，這組耳機連上一台隨身錄音帶播放機，撥放著專輯「Suicide Sessions」。Allin的遺體遵照其母Arleta的意思埋葬在其祖父母旁。

## 身後
其作品後來亦被大量的翻唱。Drive-By Truckers樂團在1999年的專輯「Pizza Deliverance」裡收錄了「The Night G.G. Allin Came to Town」一曲，曲中描繪了Allin生前在舞台上的各種荒誕行徑；Sponge樂團則在1994年的首張專輯的同名曲「Rotting Pinata」中以Allin為歌詞主題。